# Úszás az 1900. évi nyári olimpiai játékokon
Az 1900. évi nyári olimpiai játékok úszóversenyein hét versenyszámban avattak olimpiai bajnokot. A hét szám közül öt csak ezen az egy olimpián szerepelt az úszóversenyek műsorán. A versenyeken csak férfi úszók vehettek részt.

## Éremtáblázat
(A táblázatokban a rendező ország csapata és a magyar csapat eltérő háttérszínnel, az egyes számoszlopok legmagasabb értékei vastagítással kiemelve.)
| Az 1900. évi nyári olimpiai játékok éremtáblázata férfi úszásban | Az 1900. évi nyári olimpiai játékok éremtáblázata férfi úszásban | Az 1900. évi nyári olimpiai játékok éremtáblázata férfi úszásban | Az 1900. évi nyári olimpiai játékok éremtáblázata férfi úszásban | Az 1900. évi nyári olimpiai játékok éremtáblázata férfi úszásban | Olimpia  |
| ---------------------------------------------------------------- | ---------------------------------------------------------------- | ---------------------------------------------------------------- | ---------------------------------------------------------------- | ---------------------------------------------------------------- | -------- |
|                                                                  | Ország                                                           | Arany                                                            | Ezüst                                                            | Bronz                                                            | Összesen |
| 1.                                                               | Nagy-Britannia (GBR)                                             | 2                                                                | 0                                                                | 1                                                                | 3        |
| 2.                                                               | Ausztrália (AUS)                                                 | 2                                                                | 0                                                                | 0                                                                | 2        |
| 2.                                                               | Németország (GER)                                                | 2                                                                | 0                                                                | 0                                                                | 2        |
| 4.                                                               | Franciaország (FRA)                                              | 1                                                                | 2                                                                | 2                                                                | 5        |
|                                                                  |                                                                  |                                                                  |                                                                  |                                                                  |          |
| 5.                                                               | Ausztria (AUT)                                                   | 0                                                                | 3                                                                | 1                                                                | 4        |
| 6.                                                               | Magyarország (HUN)                                               | 0                                                                | 2                                                                | 1                                                                | 3        |
|                                                                  |                                                                  |                                                                  |                                                                  |                                                                  |          |
| 7.                                                               | Dánia (DEN)                                                      | 0                                                                | 0                                                                | 1                                                                | 1        |
| 7.                                                               | Hollandia (NED)                                                  | 0                                                                | 0                                                                | 1                                                                | 1        |
|                                                                  |                                                                  |                                                                  |                                                                  |                                                                  |          |
| Összesen                                                         | Összesen                                                         | 7                                                                | 7                                                                | 7                                                                | 21       |

## Érmesek
| Az 1900. évi nyári olimpiai játékok érmesei férfi úszásban | |         | |           | |           |
| Versenyszám                                                | Arany                                                                                                  | Arany   | Ezüst | Ezüst     | Bronz | Bronz     |
| 200 m gyors                                                | Frederick Lane · Ausztrália (AUS)                                                                      | 2:25,2  | Halmay Zoltán · Magyarország (HUN)                                                                            | 2:31,0    | Karl Ruberl · Ausztria (AUT)                                                                                   | 2:32,0    |
| 1000 m gyors                                               | John Arthur Jarvis · Nagy-Britannia (GBR)                                                              | 13:40,2 | Otto Wahle · Ausztria (AUT)                                                                                   | 14:53,4   | Halmay Zoltán · Magyarország (HUN)                                                                             | 15:16,4   |
| 4000 m gyors                                               | John Arthur Jarvis · Nagy-Britannia (GBR)                                                              | 58:24,0 | Halmay Zoltán · Magyarország (HUN)                                                                            | 1:08:55,4 | Louis Martin · Franciaország (FRA)                                                                             | 1:13:10,0 |
| 200 m hát                                                  | Ernst Hoppenberg · Németország (GER)                                                                   | 2:47,0  | Karl Ruberl · Ausztria (AUT)                                                                                  | 2:56,0    | Johannes Drost · Hollandia (NED)                                                                               | 3:01,0    |
| 200 m akadályúszás                                         | Frederick Lane · Ausztrália (AUS)                                                                      | 2:38,4  | Otto Wahle · Ausztria (AUT)                                                                                   | 2:40,0    | Peter Kemp · Nagy-Britannia (GBR)                                                                              | 2:47,4    |
| 60 m búvárúszás                                            | Charles de Vendeville · Franciaország (FRA)                                                            | 188,4   | André Six · Franciaország (FRA)                                                                               | 185,4     | Peder Lykkeberg · Dánia (DEN)                                                                                  | 147,0     |
| 5 × 40 m hát (váltó)                                       | Németország (GER) · Ernst Hoppenberg · Max Hainle · Julius Frey · Max Schöne · Herbert von Petersdorff | 32      | Franciaország (FRA) · Tritons Lillois · Maurice Hochepied · Victor Hochepied · Bertrand · Verbecke · M. Cadet | 51        | Franciaország (FRA) · Pupilles de Neptune · Tartara · Louis Martin · Désiré Merchez · Jean Leuillieux · Houben | 61        |

### Magyar szereplés
| Magyar úszók az 1900. évi nyári olimpiai játékokon |                               |
| Versenyszám                                        | Magyar atléták                |
| 200 m gyorsúszás                                   | Halmay Zoltán Ezüst 2:31,0    |
| 1000 m gyorsúszás                                  | Halmay Zoltán Bronz 15:16,0   |
| 4000 m gyorsúszás                                  | Halmay Zoltán Ezüst 1:08:33,0 |